# RFI Sofia
RFI Sofia est une ancienne station de radio bulgare appartenant au groupe Radio France internationale et couvrant la Bulgarie. Créée en 1990, elle a définitivement cessé d'émettre en 2009, à la suite de sa cession à une société privée bulgare.